# Spitzkopf
Der Spitzkopf ist ein 429 m ü. NHN hoher Berg inmitten des Pfälzerwaldes in Rheinland-Pfalz. Der Spitzkopf liegt etwa 400 m nördlich der B37 bei deren Übergang vom Hochspeyerbachtal ins Isenachtal.
Obwohl nur ungefähr 700 m vom Ortsrand von Frankenstein entfernt gelegen, befindet er sich schon auf der Gemarkung der Stadt Bad Dürkheim.
Der Spitzkopf ist vollständig bewaldet. Der Gipfel ist nur über Schneisen oder Trampelpfade erreichbar.